# جيفرسون فارفان

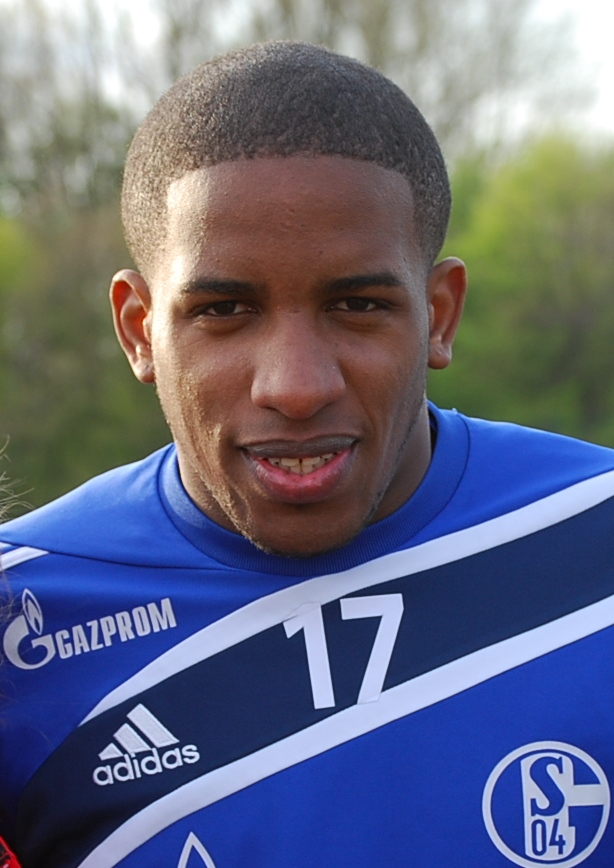
جيفرسون فارفان

جيفرسون فارفان (بالإسبانية: Jefferson Farfán)، مواليد 26 أكتوبر 1984 في ليما، لاعب كرة قدم بيروفي.
يلعب مع منتخب بيرو لكرة القدم منذ 2003.

## روابط خارجية
- جيفرسون فارفان على موقع الاتحاد الدولي (مؤرشف)  (الإنجليزية)
- جيفرسون فارفان على موقع قاعدة بيانات كرة القدم.إي يو (الإنجليزية)
- جيفرسون فارفان على موقع بيانات كرة القدم. دي إي (الألمانية)
- جيفرسون فارفان على موقع ليكيب (الفرنسية)
- جيفرسون فارفان على موقع ناشيونال فوتبول تيمز (الإنجليزية)
- جيفرسون فارفان على موقع Soccerway.com (الإنجليزية)
- جيفرسون فارفان على موقع عالم كرة القدم.نت (الإنجليزية)
- جيفرسون فارفان على موقع AS.com (الإسبانية)